# NGC 5247
NGC 5247 (również PGC 48171 lub UGCA 368) – galaktyka spiralna z poprzeczką (SBbc), znajdująca się w gwiazdozbiorze Panny. Została odkryta 7 lutego 1785 roku przez Williama Herschela.